# Trần Văn Tuyên

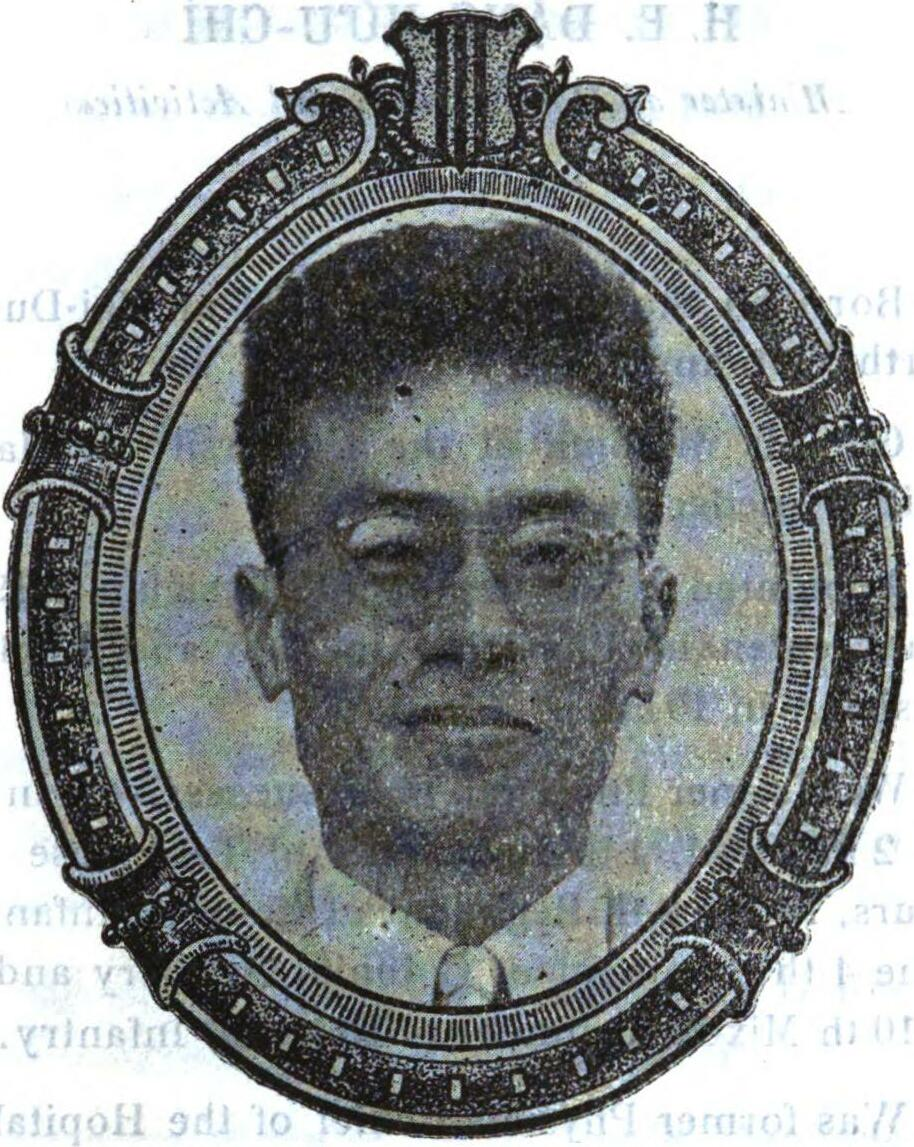
Chân dung Trần Văn Tuyên.

Luật sư Trần Văn Tuyên (1 tháng 9 năm 1913 – 28 tháng 10 năm 1976) là một trong các lãnh tụ của Việt Nam Quốc dân Đảng, cựu dân biểu Hạ viện, sau làm Phó thủ tướng Việt Nam Cộng hòa. Ông cũng là một trong các huynh trưởng thuộc thế hệ sáng lập Hướng đạo Việt Nam. Ông đã bị chính quyền Cộng hòa Miền Nam Việt Nam bắt ngay sau khi Sài Gòn thất thủ và đã chết trong trại tù.

## Tiểu sử

### Thân thế và học vấn
Trần Văn Tuyên sinh ngày 1 tháng 9 năm 1913 ở Tuyên Quang, nguyên quán huyện Thanh Trì, tỉnh Hà Đông cũ. 
Thuở nhỏ, ông theo học ở Hà Nội, tốt nghiệp Cử nhân Trường Đại học Luật Hà Nội năm 1943. Từ năm 1931, ông dạy học tại Trường Trung học Thăng Long ở Hà Nội, từng tham gia hoạt động chống thực dân Pháp từ năm 1929 đến năm 1931. Ông tình nguyện gia nhập đoàn thiếu niên Việt Nam Quốc dân Đảng năm 1929. Bên cạnh đó, ông còn tham gia phát động phong trào truyền bá chữ Quốc ngữ và bình dân giáo dục trong thập niên 1940.

### Hoạt động chính trị
Năm 1942, ông bị Pháp bắt giam một thời gian vì "tội thành lập Đảng Thanh niên Hưng Quốc". Sau khi được trả tự do, ông thi đỗ ngạch Tri huyện và được bổ làm Tri huyện Thanh Miện, tỉnh Hải Dương, đến năm 1944 thì từ chức. Sau Cách mạng Tháng Tám năm 1945, ông tham chính giữ chức vụ Đổng lý Văn phòng Bộ Ngoại giao của Chính phủ Liên hiệp Kháng chiến do lãnh tụ đối lập Nguyễn Tường Tam làm Bộ trưởng. Năm 1946, ông tham gia Hội nghị Đà Lạt cùng với những trí thức nổi tiếng thời bấy giờ trong phái đoàn Việt Nam như: Nguyễn Tường Tam, Võ Nguyên Giáp, Nguyễn Mạnh Tường và Hoàng Xuân Hãn.
Năm 1947, ông lưu vong sang Trung Hoa. Năm 1948, ông ủng hộ giải pháp Cựu hoàng Bảo Đại làm Quốc trưởng Quốc gia Việt Nam và về nước làm Tổng trưởng Bộ Thông tin trong Chính phủ Bảo Đại từ ngày 2 tháng 7 năm 1949 đến ngày 21 tháng 1 năm 1950. Năm 1950, ông được bổ nhiệm sung vào phái đoàn Việt Nam tại Hội đồng Liên hiệp Pháp. Từ năm 1950 đến năm 1951, ông làm Bộ trưởng Phủ Thủ tướng trong Chính phủ Trần Văn Hữu Năm 1954, ông làm Cố vấn đặc biệt của phái đoàn Quốc gia Việt Nam dự Hội nghị Genève về chiến tranh Đông Dương. 
Tháng 6 năm 1960, ông sinh hoạt trong tổ chức Tự do Tiến bộ (nhóm Caravelle) cùng với Phan Khắc Sửu, Trần Văn Văn, Trần Văn Hương, Phan Huy Quát, Lê Ngọc Chấn và một số chiến hữu. Ông là đồng tác giả bản tuyên ngôn của nhóm. Ông bị giam giữ 3 năm tại trại mật vụ Võ Tánh. Tháng 7 năm 1963, Tòa án Quân sự Sài Gòn thụ lý truy tố ông nhưng sau khi Nguyễn Tường Tam tuẫn tiết, tòa tha bổng cho tất cả 19 bị cáo.
Kể từ năm 1964, ông nắm chức Tổng Bí thư Việt Nam Quốc dân Đảng (hệ phái miền Nam). Năm 1965, Trần Văn Tuyên được mời làm Phó thủ tướng Đặc trách Kế hoạch trong chính phủ Phan Huy Quát, Phan Khắc Sửu là Quốc trưởng. Năm 1971, đắc cử vào Hạ nghị viện Việt Nam Cộng hòa, đại diện Quận I và Quận 3 Sài Gòn; ông cũng được bầu làm Trưởng Khối Đối lập Dân tộc Xã hội tại Hạ nghị viện. Ngoài ra ông còn là Thủ lãnh Luật sư đoàn Tòa Thượng thẩm Sài Gòn vào năm 1975, từng tham gia giảng dạy tại Viện Đại học Đà Lạt và Trường Cao đẳng Quốc phòng.

### Sau năm 1975
Sau khi chính thể Việt Nam Cộng hòa sụp đổ ngày 30 tháng 4 năm 1975, ông bị chế độ cộng sản bắt ngày 16 tháng 5 rồi đưa vào trại cải tạo ở Long Thành. Năm 1976, ông bị giải ra Hà Tây và mất trong trại giam. Tuy đã từ trần từ ngày 27 hay 28 tháng 10 năm 1976, nhưng mãi đến năm 1978 thì chính quyền Cộng hòa Xã hội Chủ nghĩa Việt Nam mới công bố cái chết của ông khi dư luận quốc tế đòi biết tin về vị lãnh tụ Việt Nam Quốc dân Đảng.

## Quan hệ
Trần Văn Tuyên từng là bạn của Võ Nguyên Giáp, nhưng hai người gặp nhau lần cuối tại Hội nghị trù bị Đà Lạt năm 1946 khi ông Tuyên tham gia hội nghị với tư cách Đổng lý Văn phòng Bộ Ngoại giao Chính phủ Liên hiệp, sau đó "Chúng tôi siết tay nhau lần chót. Từ đó, mỗi kẻ một đường!"

## Tác phẩm
- Hiu quạnh 1943
- Đế quốc đỏ 1957
- Tỉnh Mộng 1957
- Hồi Ký Hội-Nghị Genève 1954, 1964
- Chánh Đảng 1967
- Người Khách Lạ 1968